# Illés
Illés [iléš] (maďarsky úplným názvem Illés-együttes) byla maďarská rocková skupina, aktivní od konce 50. do počátku 70. let (a pak ještě mnohokrát příležitostně), jedna z nejúspěšnějších kapel maďarského rockového boomu v 60. letech. Pro podobnost stylu a (v Maďarsku) srovnatelnou popularitu a vliv byla někdy přezdívána „maďarští Beatles“.

## Název

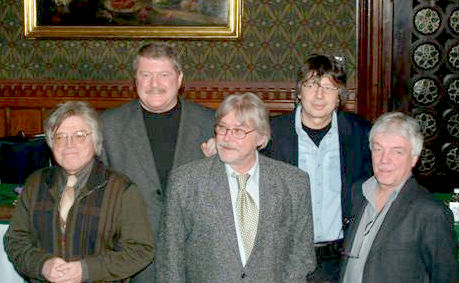
Členové skupiny (od zadní řady zleva):
Zoltán Pásztory, János Bródy –
Levente Szörényi, Lajos Illés, Szabolcs Szörényi.
Autorem fotografie je Örs Szörényi.

Název byl původně odvozen od příjmení Lajose Illése, jednoho ze zakladatelů skupiny. Protože „Illés“ je zároveň maďarská podoba jména Eliáš, nechala se později kapela pro své logo inspirovat vozem proroka Eliáše a zvolila za svůj symbol notu stylizovanou do tvaru vozu, taženého dvěma koňmi. Pod tímto obrázkem pak byl nápis Illés a slunce, obojí spolu situováno do podoby kruhu.

## Klasická sestava (1965–1973)
- Levente Szörényi (* 1945) – rytmická kytara, sólový zpěv
- János Bródy (* 1946) – sólová kytara, flétna, zpěv
- Szabolcs Szörényi (1943-2024) – baskytara, zpěv
- Lajos Illés (1942–2007) – zpěv, smyčce, klávesy
- Zoltán Pásztory (1944–2005) – bicí

## Historie
Skupina byla založena roku 1957 bratry Lajosem a Károlyem Illésovými a následně se v ní vystřídala řada dalších členů; do roku 1963 však nezískala mimo studentské kluby větší popularitu. První singl vydala v roce 1964, první album až v roce 1967, byl jím soundtrack k filmu Ezek a fiatalok (v překladu Tihle mladí), ve kterém vedle Illés vystupovala i skupina Omega a hlavní ženskou roli ztvárnila zpěvačka Zsuzsa Koncz. Illés a Omega měly tehdy v Maďarsku podobně výlučné postavení jako Beatles a Rolling Stones – včetně určité rivality mezi nimi i mezi jejich fanoušky.
Na přelomu 60. a 70. let skupina nadále spolupracovala se Zsuzsou Koncz, se kterou nahrála její alba Szerelem, Kis virág, Élünk és meghalunk a Jelbeszéd.
Skupina se rozpadla v roce 1973, především kvůli politickému tlaku. Za kritiku vlády během interview ve Spojeném království dostala pokutu a roční zákaz činnosti. Bubeník Zoltán Pásztory opustil Maďarsko a emigroval do Západního Německa. Levente Szörényi a János Bródy vytvořili novou skupinu Fonográf a spolupracovali spolu i mimo ni – napsali například rockovou operu István, a király, založenou na životopisu sv. Štěpána I., prvního maďarského krále. Lajos Illés vytvořil novou skupinu s názvem Illés, která fungovala až do počátku 80. let 20. století.
Po pádu komunismu se skupina několikrát znovu sešla při různých příležitostech – nejvýznamnější jsou koncert na Népstadionu v Budapešti v roce 1990 a společné vystoupení s dalšími legendami maďarské rockové historie, skupinami Omega a Metró, v roce 2002.
Po náhlé smrti Zoltána Pásztoryho (1. května 2005) ho na dvou již nasmlouvaných koncertech nahradil jako bubeník Örs Szörényi, syn Leventeho.
Lajos Illés zemřel v Budapešti dne 29. ledna 2007.

## Diskografie

### Původní LP
- Ezek a fiatalok (1967)
- Nehéz az út (1969)
- Illések és pofonok (1969)
- Human Rights (1971)
- Add a kezed (1972)
- Ne sírjatok, lányok (1973)

### Singly a EP
Autory písní jsou Levente Szörényi a János Bródy, pokud není uvedeno jinak.
1964
- EP 7297: Long Tall Sally (Little Richard) – Chapel Of Love (P. Spector – E. Greenwich – J. Barry) – ”64” (Lajos Illés) – Ostinato (Lajos Illés)

1965
- EP 7315: Protonok tánca (Lajos Illés) – Séta az arany húrokon (Levente Szörényi) – Little Baby (Shannon – Bennet) – Bucket Seats (Routers)
- SP 251: Summertime (Gershwin) – A magányos (Levente Szörényi)
- SP 260: Johnny Guitar (Young – Lee) – Üzenet Eddynek (Levente Szörényi)

1966
- EP 7338: Rock and Roll Music (Neményi Béla – Sankó László) – Trubadur parafrázis – What do I say – A dongó
- EP 7358: Légy jó kicsit hozzám – Ó, mondd – Az utcán – Mindig veled
- SP 331: Különös lány – Itt állok egymagam
- SP 344: Igen – Nyári mese

1967
- SP 350: Nézz rám – Keresem a szót
- SP 362: Nem volt soha senkim (Lajos Illés – István S. Nagy) – Ne gondold
- SP 432: Nem érdekel, amit mondsz – Eljöttél
- EP 27380: Török induló (Mozart) – Badinerie (Bach) – Pacsirta (Dinicu) – Talán egy nap

1968
- SP 455: Nehéz az út – Nem érti más, csak én
- SP 465: Kis virág – Eltávozott nap
- SP 472: Little Richard – Régi, szép napok (Levente Szörényi)
- SP 534: Téli álom – Régi dal (Szabolcs Szörényi – János Bródy)

1969
- SP 542: Holdfény '69 – Alig volt zöld
- SP 575: Miért hagytuk, hogy így legyen (Lajos Illés – János Bródy) – Március, 1848
- SP 592: Rockandroll Rézi – Mákosrétes (Szabolcs Szörényi – János Bródy)
- SP 599: Történet M.-ről – Bűbájosok
- SP 681: Sárika (Szabolcs Szörényi – János Bródy) – Lehetett volna (Lajos Illés – János Bródy)

1970
- SP 683: Menekülés – Nem hiszem
- SP 738: Kéglidal – Élünk és meghalunk (Lajos Illés – János Bródy)
- SP 769: Ó, kisleány (Lajos Illés – János Bródy) – Lusta vagyok
- SP 789: Ne sírjatok, lányok – Júliára várunk

1971
- SP 825: A lány és a csavargó (Szabolcs Szörényi – János Bródy) – Szoríts erősen (Szabolcs Szörényi – János Bródy)
- SP 899: Tudod-e te kislány? (Lájos Illés – János Bródy) – Gondolj néha rám

### Kompilace
- Gruppe Illés (1972)
- Legendás Illés-kislemezek (1983)
- Az Illés együttes összes kislemeze (1993)
- Miért hagytuk, hogy így legyen – Best of Illés (1996)
- Best of Illés Balladák és lírák (1996)
- Az Illés másik oldalán (1996)
- A magyar beat aranykora (1997)
- Időutazás Illés szekerén (2000)